# Queue de bœuf
La queue de bœuf est le nom culinaire de la queue du bovin.

## Description

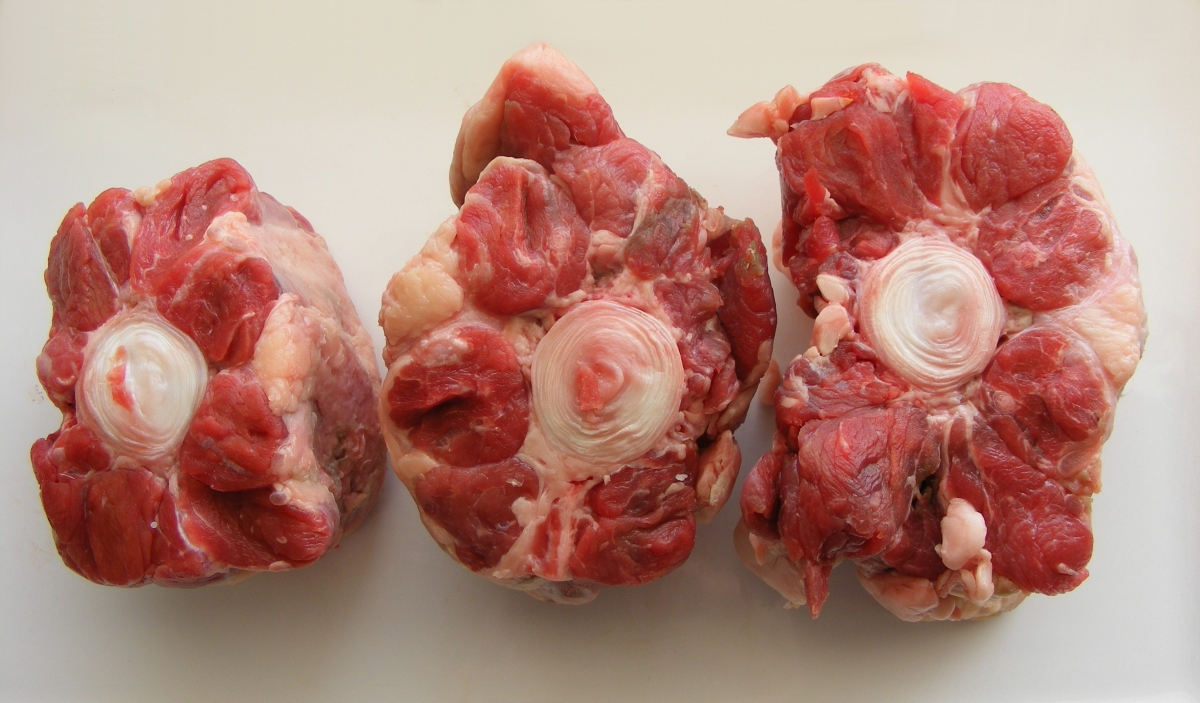
Queue de bœuf.

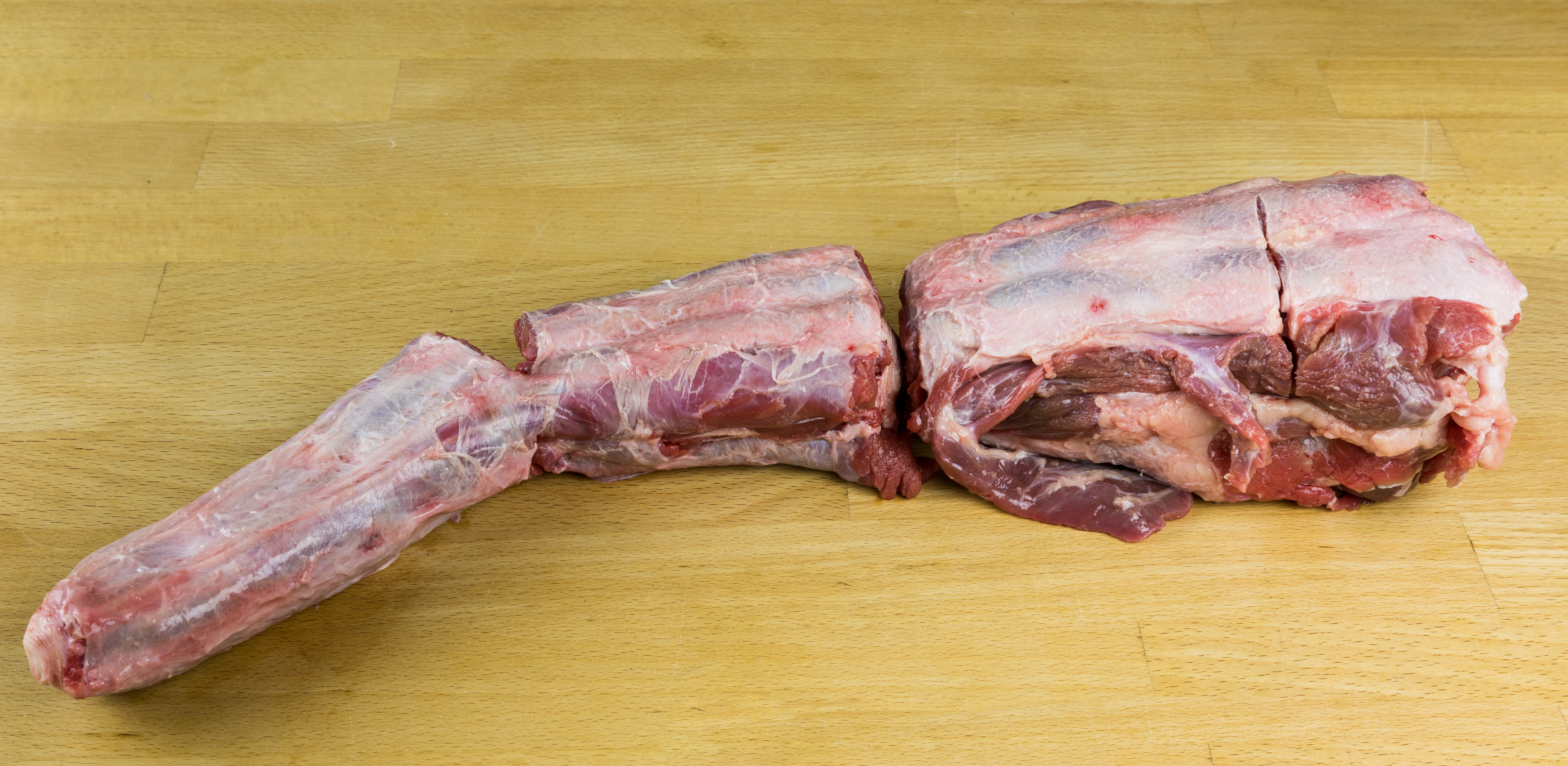
Queue de bœuf.

La queue de bœuf pèse généralement de 1 à 1,8 kg et se compose des dernières vertèbres entourées d'une petite quantité de tissu musculaire. Elle est considérée comme un abat. Avant d'être vendue, elle est divisée en morceaux correspondant aux vertèbres. C'est une partie riche en gélatine. Cette spécificité en fait une pièce de choix pour des recettes où ce côté gélatineux est apprécié, comme le pot-au-feu.

## Utilisation
La queue de bœuf est généralement cuisinée lentement en bouillon, soupe, ragoût ou braisée et peut être également confite ou préparée en gelée.

### Bouillon

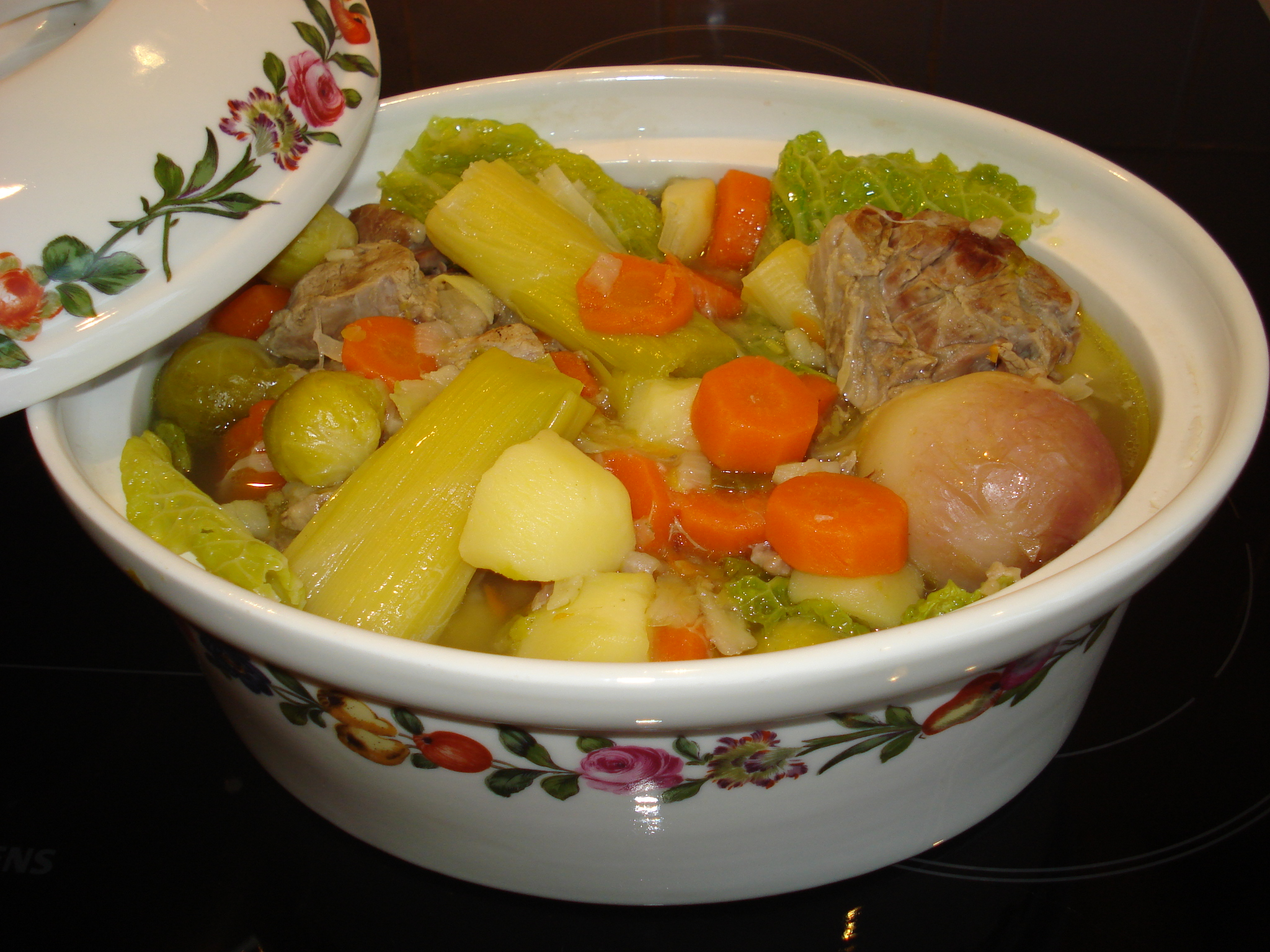
Hochepot (pot-au-feu flamand). Le bouillon est servi en soupière avec quelques légumes.

Comme repas principal ou comme base pour d’autres préparations de viande: le bouillon de bœuf peut être composé de queue de bœuf bouillie.

### Ragoût

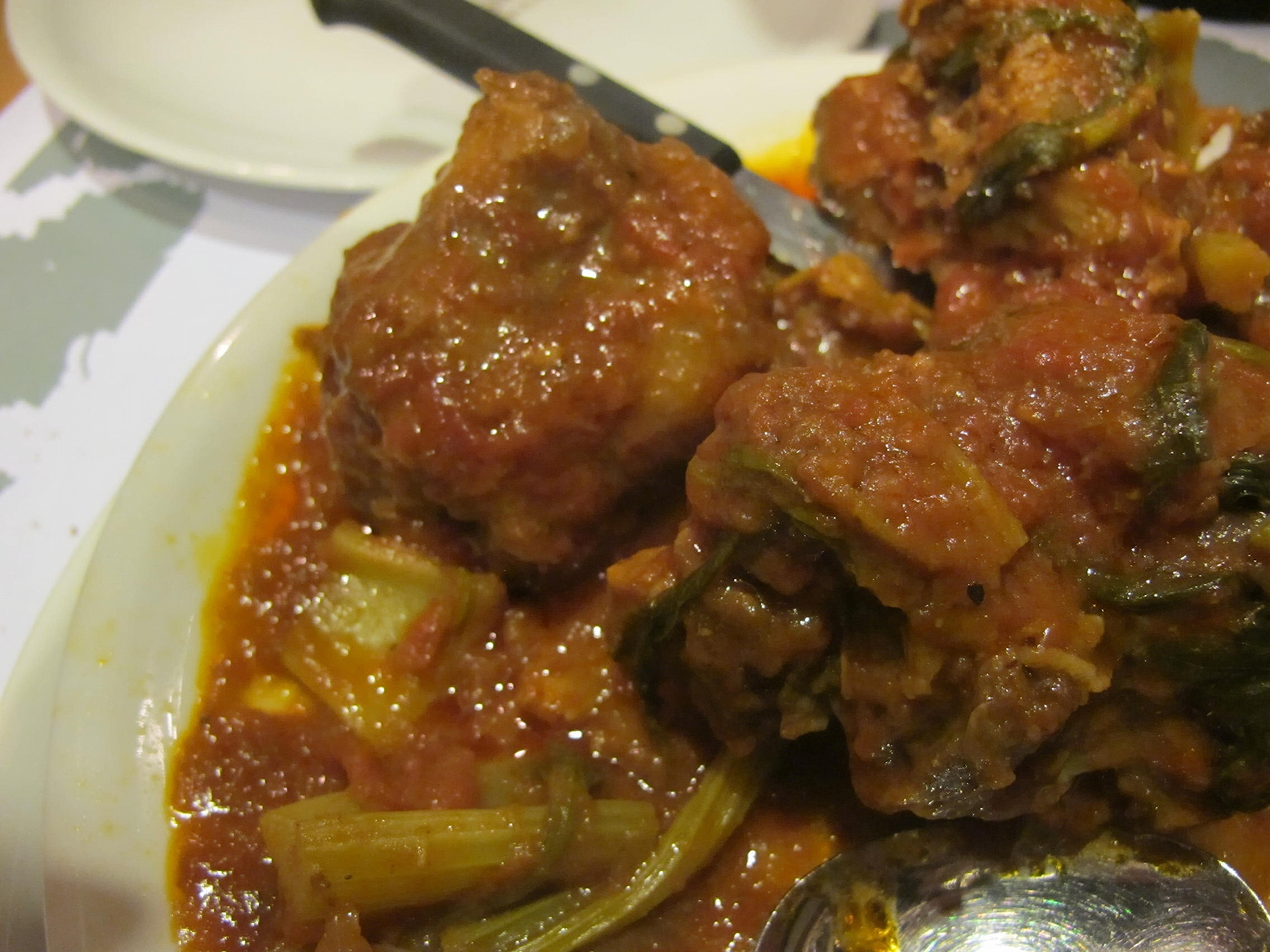
La coda alla vaccinara est un ragoût de queue de bœuf dans la cuisine romaine.

### Soupe
Différentes versions de soupes de queue de bœuf existent : anglaise, coréenne, chinoise, indonésienne, etc.

## Recettes

### Angleterre

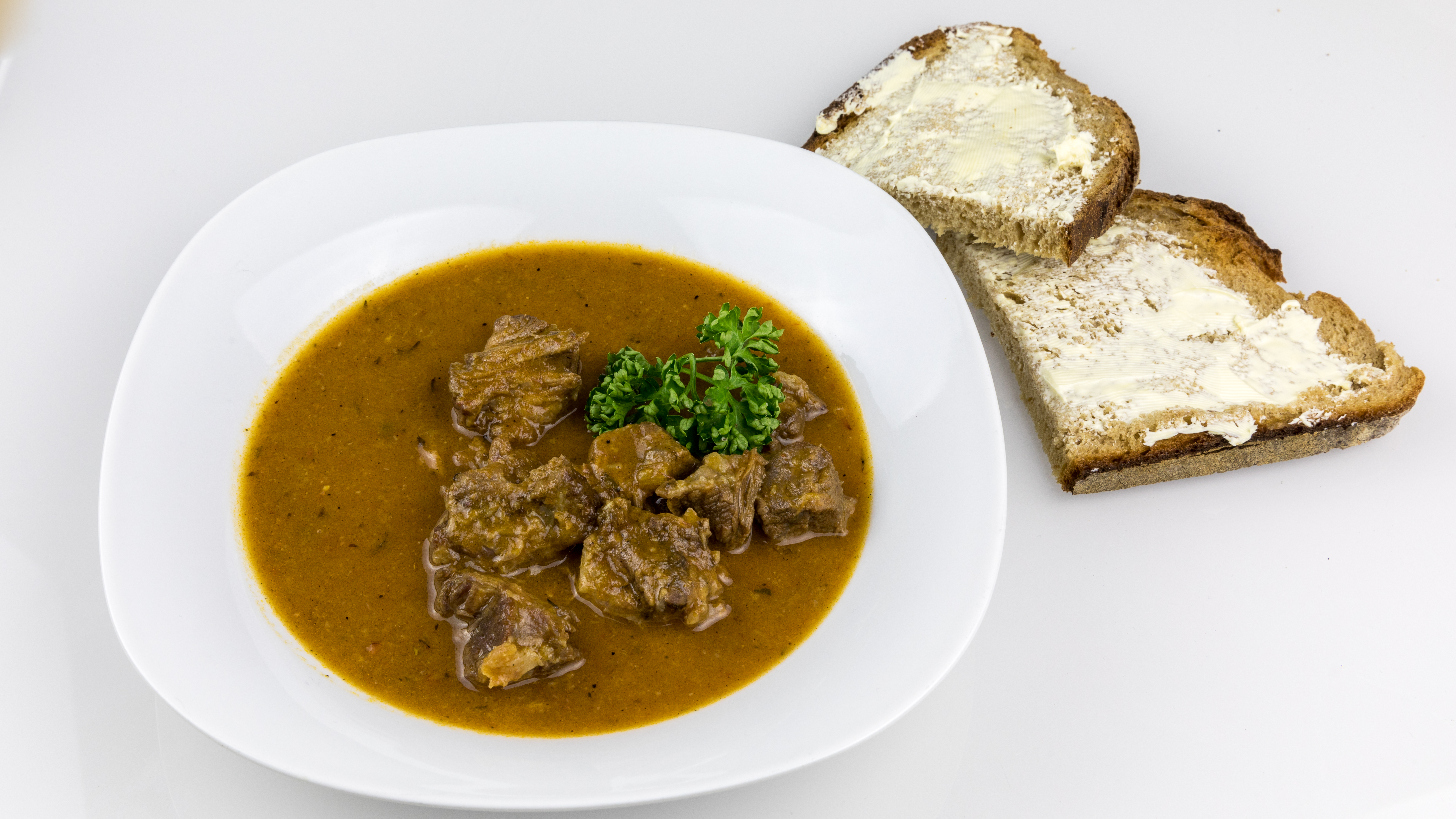
Oxtail soup (Soupe de queue de bœuf).

L'oxtail soup (« soupe de queue de bœuf ») aurait été inventée à Spitalfields, à Londres, au XVIIe siècle, par des immigrants français huguenots et des immigrés flamands.

### Brésil
Au Brésil, la queue de bœuf est traditionnellement accompagnée de riz, de polenta ou de pommes de terre.

### Chine
Bien qu'appelé soupe (牛尾汤, niú wěi tāng), ce plat se situe entre la soupe et le ragoût.

### Corée

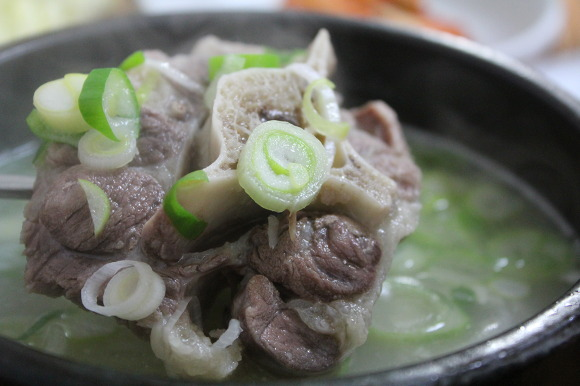
Soupe coréenne kkori-gomtang.

La soupe de queue de bœuf coréenne, appelée kkori-gomtang (꼬리 곰탕), est un type de gomguk (soupe d'os de bœuf).

### Espagne

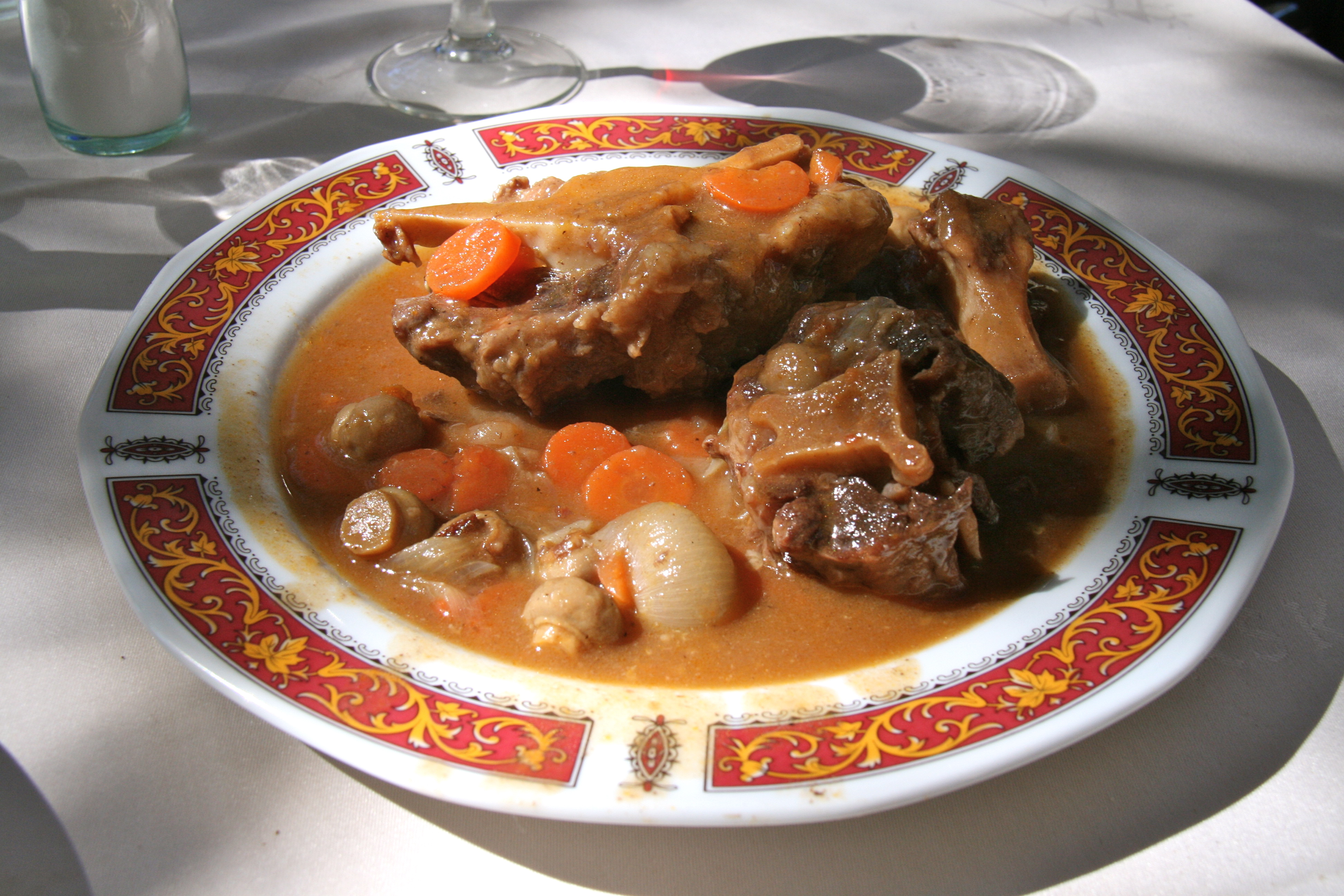
Rabo de toro.

Le rabo de toro (en français, queue de taureau) est un guiso typique de Cordoue consistant en un ragoût de queue de vache ou de taureau. Il s'agit d'un ragù qui se retrouve fréquemment dans la cuisine andalouse.

### France

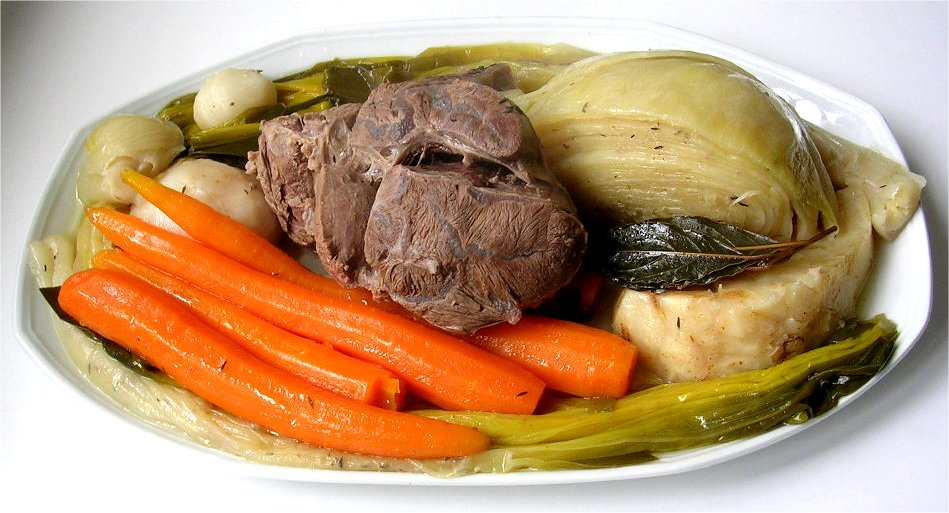
La queue de bœuf est un des ingrédients indispensables du pot-au-feu.

L’encyclopédie culinaire Le Cuisinier royal (1817) d’André Viard donne la recette de nombreux plats avec de la queue de bœuf (queue de bœuf aux choux, queue de bœuf à la Sainte-Menehould, queue de bœuf aux navets, queue de bœuf à la sauce tomate, queue de bœuf aux champignons, queue de bœuf à la purée de lentilles, queue de bœuf à la purée de pois verts, queue de bœuf à la purée d’oignons, queue de bœuf à la purée de racines, queue de bœuf aux oignons glacés, etc.).
- Elle est un des ingrédients indispensables du pot-au-feu.
- Elle entre dans la composition du hochepot (pot-au-feu flamand).
- En l’effilochant, elle remplace la viande dans un hachis parmentier.
- Elle peut rentrer dans la composition de la daube.

### Indonésie

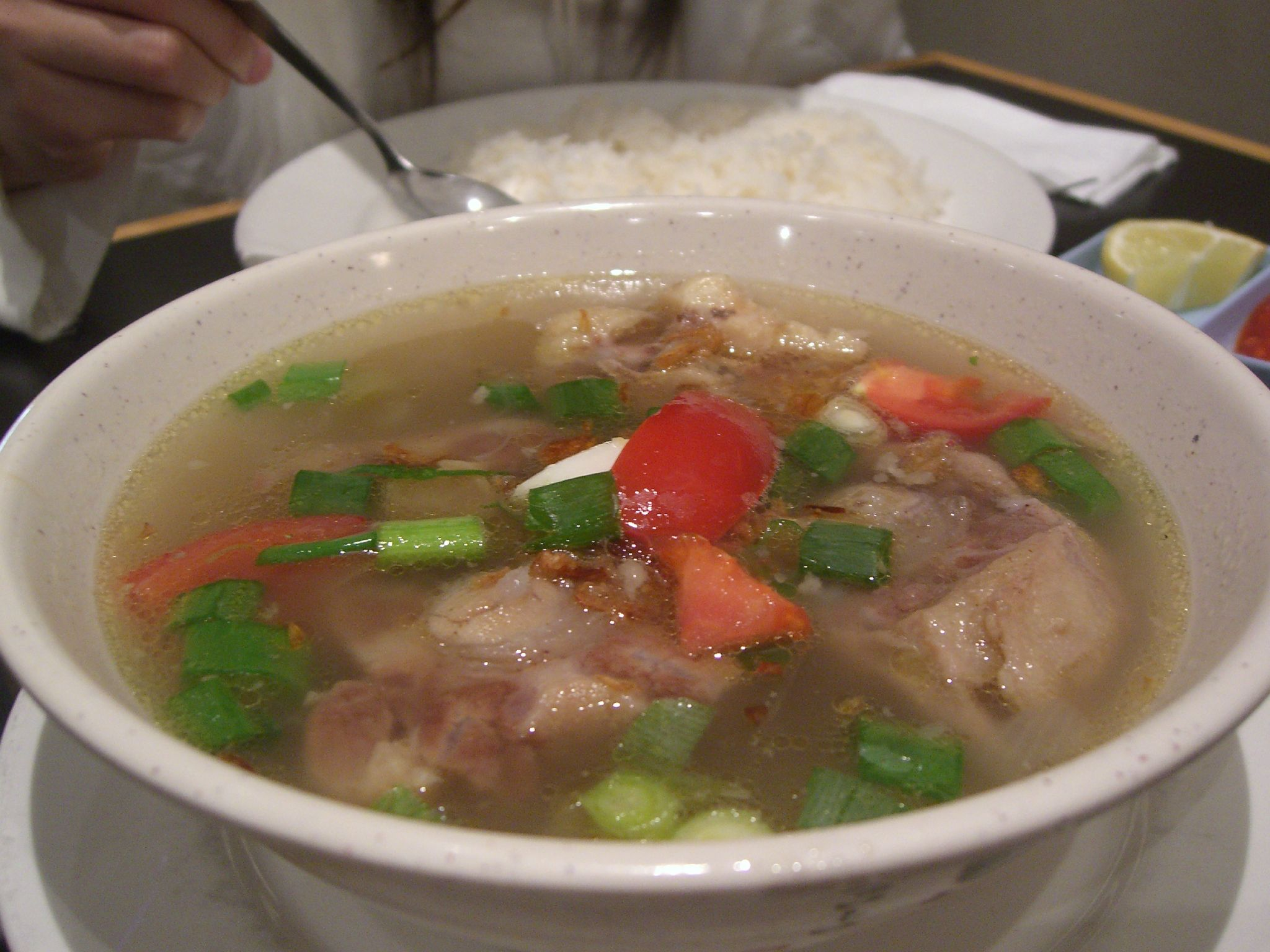
Sop buntut indonésien.

Dans la cuisine indonésienne, la soupe de queue de bœuf (indonésien : sop buntut) est un plat populaire. Il est composé de tranches de queue de bœuf frites ou grillées, servies avec des légumes dans un bouillon de bœuf riche mais clair. Il contient des pommes de terre bouillies, des carottes, des tomates, des poireaux, du céleri, des échalotes frites et des champignons noirs séchés.

### Italie
À Rome, la coda alla vaccinara est un ragoût de queue de bœuf.

### Lesotho
Dans la cuisine lésothienne, un des plats traditionnels est le ragoût à la queue de bœuf.

### Philippines

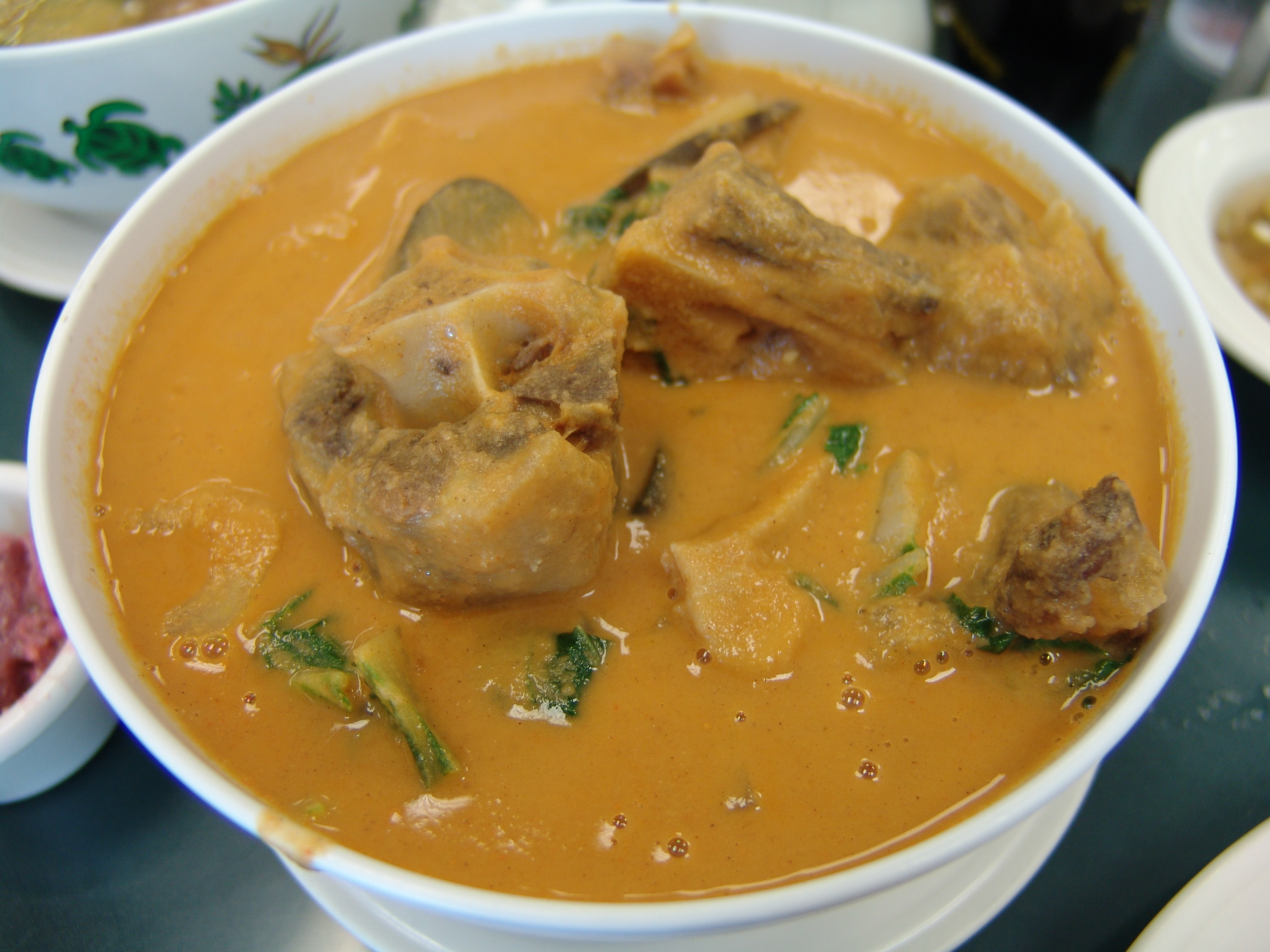
Kare-kare philippin.

Le kare-kare est un ragoût philippin accompagné d'une sauce épaisse à base d'arachides. Il contient de la queue de bœuf, du jarret de porc, du pied de veau, du pied de porc et est agrémenté de légumes.

### Portugal
Au Portugal, la sopa de rabo de boi est une soupe queue de bœuf.